# Herbert Mosebach
Herbert Mosebach (* 28. September 1882 in Zwickau; † 1954) war ein deutscher Jurist und Kommunalpolitiker. Er war von 1930 bis 1945 Oberbürgermeister der Stadt Merseburg in der preußischen Provinz Sachsen.

## Leben
Mosebach war der Sohn des Kaufmanns und Fabrikbesitzers Ferdinand Oskar Mosebach. Nach dem Besuch des Gymnasiums in seiner Geburtsstadt Zwickau studierte er Rechtswissenschaften und Volkswirtschaft in Tübingen, München und Leipzig. Er war Mitglied des Corps Franconia Tübingen.  1906 absolvierte er das Referendarexamen. Anschließend leistete Mosebach Wehrdienst als Einjährig-Freiwilliger. 1909 promovierte er in Leipzig zum Dr. jur. mit der Dissertation „Die offene Handelsgesellschaft im Prozess“. 
Nach Abschluss des Assessorexamens 1911 war Mosebach in der Kommunalverwaltung tätig, zunächst als Assessor, später als besoldeter Stadtrat und stellvertretender Bürgermeister von Döbeln. 1914 wurde er mit Beginn des Ersten Weltkriegs als Leutnant der Reserve eingezogen und mehrfach schwer verwundet. Er erhielt das Eiserne Kreuz 2. Klasse, den Albrechts-Orden 2. Klasse mit Schwertern und das preußische Kriegsverdienstkreuz.
Als Stadtrat wurde Mosebach 1917 zweiter Bürgermeister von Merseburg unter Karl Hertzog. Nach Ablauf von dessen Wahlperiode zum 1. April 1929 wurde Mosebach kommissarisch zum Oberbürgermeister von Merseburg ernannt. Mit Wirkung vom 17. Februar 1930 übernahm er definitiv dieses Amt, das er auch nach der „Machtergreifung“ der Nationalsozialisten beibehielt. 1933 richtete er die Tausendjahrfeier Merseburgs aus und weihte u. a. das Heinrich-Denkmal ein. Eine erste Aufnahme in die NSDAP zum 1. Mai 1933 war ungültig, zum 1. Mai 1937 trat er schließlich der Partei bei (Mitgliedsnummer 5.407.989).
1942 wurde Mosebach für weitere zwölf Jahre im Amt des Oberbürgermeisters bestätigt. Er war Mitglied mehrerer Aufsichts- und Verwaltungsräte städtischer Unternehmen.
Mosebach war verheiratet und hatte eine Tochter und einen Sohn.